# Henry Trivick
Henry Houghton Trivick, född 1908, död 1982, var en brittisk målare, grafiker och författare av böcker om  konst.
Henry Trivick var ättling i tredje led till den engelsk-amerikanske konstnären Benjamin West. Han utbildade sig på Central School of Arts and Crafts i London, där han senare undervisade i grafik.
Han var vän med målaren  Stanley Spencer, som också vuxit upp i Cookham i Berkshire, under mer än tjugo år. Trivick undervisade på Regent Street Polytechnic, och lärde där Spencer grafisk teknik. Trivick samarbetade senare med Spencer för att göra grafik baserad på Spencers målningar
En annan av hans elever var Birgit Skiöld.